# سوق وادی بردی
سوق وادی بردی (به عربی: سوق وادی بردی) یک روستا در سوریه است که در استان ریف دمشق واقع شده‌است. سوق وادی بردی ۳٬۶۷۸ نفر جمعیت دارد.